# 圣弗卢尔-绍德赛格站
圣弗卢尔-绍德赛格站，亦可简称"圣弗卢尔站"，是法国的一个铁路车站，位于法国中部城市圣弗卢尔。

## 位置
圣弗卢尔-绍德赛格站位于贝济耶－讷萨格铁路689.628公里处，圣弗卢尔市区的东部的一块低平的地方，比圣弗卢尔老城区的海拔低了差不多100米。车站大致呈东西走向，开口朝南。

## 历史
圣弗卢尔-绍德赛格站位于贝济耶－讷萨格铁路线上，被称为"欧布拉克线"（法語：Ligne Aubrac），该铁路是巴黎—贝济耶铁路的一部分，历史上曾为法国重要的铁路南北干线。但由于这一地区人口不断外流，加上与之平行的法国A75号高速公路的建成，使得这一线铁路客流数量大幅下降。而仅剩的客流又无法支撑其铁路线的提速和翻新费用，使其平均旅速仍保持在建成初期的水平（平均不到60km/h），效率极低；且因年久失修，路况堪忧。如今每天停靠圣弗卢尔-绍德赛格站的列车数量仅剩一对，且因上座率不佳，随时有停运的可能。

## 设施
圣弗卢尔-绍德赛格站设有人工售票窗口，但周末及节假日关闭。其余时段需上车后主动购票或使用通勤月票。

## 站台设置
| 北↑ |             |        |                 |
|     |             | 存车线 | （已基本废弃）  |
|     | 岛式        |        |                 |
| 2道 |             | 过路车 | 贝济耶方向→     |
| 1道 |             | 过路车 | ←克莱蒙费朗方向 |
|     | 侧式 主站房 |        |                 |
| 南↓ |             |        |                 |

## 停靠线路
以下列车线路在圣弗卢尔-绍德赛格站停靠：
| 圣弗卢尔-绍德赛格站列车线路表 |            |        |              |              |
| 线路                          | 车种       | 上一站 | 下一站       | 大致运行频率 |
| 克莱蒙费朗—贝济耶             | INTERCITÉS | 讷萨格 | 圣谢利达普谢 | 每天1趟      |
| 1.                            |            |        |              |              |

## 配套交通

### 长途客车
| 停靠圣弗卢尔-绍德赛格站的大巴车 |                              | |
| 上下车地点                      | 运营单位                     | 主要目的地 |
| 自由广场 Place de la Liberté    | 康塔尔省城际客运 Cantal Lib' | LR101 米拉 · 拉韦西耶尔 · 塞尔河畔维克 · 欧里亚克                                                                                     |
| 蓬皮杜巷 Allée Georges Pompidou | 康塔尔省城际客运 Cantal Lib' | LR122 讷韦格利斯 · 皮耶尔福尔 LR123 圣乔治 · 浑讷昂马尔日里德 LR124 讷萨格 · 孔达                                                     |
| 自由广场 Place de la Liberté    | 康塔尔省城际客运 Cantal Lib' | LR107 莱泰尔讷 · 讷韦格利斯 · 绍德赛格                                                                                                |
| 圣弗卢尔-绍德赛格站门口         | SNCF Car TER                 | 81 克莱蒙费朗 · 马西亚克 · 讷萨格 · 圣谢利达普谢 · 马尔弗若勒 · 芒德 当铁路线施工或罢工时，SNCF可能也会提供途径该线路沿途站点的大巴车 |
| 1. 2. 3. 4. 5. 6.               |                              | |

### 市内交通
| 圣弗卢尔-绍德赛格站附近的市内公共交通线路 |                         | |
| 公交车站名称                              | 位置                    | 停靠线路 |
| Gare SNCF 火车站                          | 圣弗卢尔-绍德赛格站门口 | 2路：蓬皮杜巷 → 自由广场 → 共和大道 → 火车站 → 蓬皮杜巷（环线，每天4~6班） 3路：蓬皮杜巷 → 火车站 → 自由广场 → 让穆兰城 → 蓬皮杜巷（环线，每天2~3班） |
| 1. 2.                                     |                         | |

### 社会车辆
圣弗卢尔-绍德赛格站前设有社会车辆停车场。

## 临近车站
| 圣弗卢尔-绍德赛格站（Gare de Saint-Flour - Chaudes-Aigues） |                    |                   |
| 上行车站                                                    | 线路               | 下行车站          |
| 圣谢利达普谢站 36.7km ←                                     | 贝济耶－讷萨格铁路 | 讷萨格站 → 18.9km |
| - 本表仅显示运营中的线路及车站 1.                           |                    |                   |